# Josefův Důl u Mladé Boleslavi
Josefův Důl (deutsch Josephsthal) ist eine Gemeinde im Okres Mladá Boleslav, Tschechien. Der Ort besteht aus einer ehemaligen Textilfabrik mit angeschlossener Arbeitersiedlung. Der 1763 gegründete Betrieb ist seit 1999 stillgelegt.

## Geografie
Die Gemeinde liegt fünf Kilometer nördlich des Zentrums von Mladá Boleslav in einer Flussschleife der Jizera. Der Fluss kann hier über eine Fußgängerbrücke über der Wehr eines Wasserkraftwerkes überquert werden. Die Nachbargemeinden im Norden sind Bakov nad Jizerou und Bítouchov. Der Ort liegt in der Hochwasser-Gefahrenzone.

## Geschichte
Die kleine Siedlung gehörte ursprünglich zur ehemaligen Gemeinde Debř-Hrdlořezy. Die Entwicklung zum eigenständigen Ort begann im Jahr 1763, als auf dem Gelände eine Textilmanufaktur entstand. Selbständig wurde die Gemeinde jedoch erst 1873. Zu dieser Zeit gehörten alle Grundstücke und Gebäude auf dem zukünftigen Gemeindegebiet dem Textilunternehmen. Im Zuge der Abtrennung ließ die Betriebsleitung bis auf zwei Häuser und das Wirtshaus alle Gebäude abreißen und begann mit dem Bau einer Arbeitersiedlung. Der Ort war überwiegend von deutschsprachigen Textilarbeitern bewohnt, dennoch wurde in der ersten Gemeindewahl der Tscheche František Jeník zum Bürgermeister gewählt.
Die neue Gemeinde hieß Josefodol, eine Ableitung des deutschen Namens Josephsthal. 1924 kam es aufgrund einer amtlichen Weisung zur Umbenennung in Josefův Důl. 1974 wurde der Ort eingemeindet und das Werk mit der Arbeiterkolonie gehörte fortan zur Peripherie der Bezirkshauptstadt Mladá Boleslav. Seit einem Referendum 1992 ist die Gemeinde wieder selbständig.

## Textilmanufaktur Leitenberger
Das 1763 von Graf Bolza (1719–1782), dem Besitzer der Herrschaft Kosmanos, als eine der ersten Textilmanufakturen Böhmens gegründete Unternehmen wuchs in der Anfangszeit schnell und beschäftigte nach kurzer Zeit bereits 400 Weber. Etwa 20 Jahre nach Gründung geriet es jedoch in finanzielle Schwierigkeiten. Um 1780 musste der Betrieb eingeschränkt werden und 1793 verkaufte Graf Bolzas Witwe die Manufaktur an den gelernten Färbermeister und Industriellen Johann Josef Leitenberger.
Leitenberger besaß bereits zwei Textilwerke in Verneřice (Wernstadt bei Tetschen) und Zákupy (Reichstadt) und übertrug die Betriebsleitung in Josefův Důl (Josephsthal) an seinen Sohn Franz (1761–1825). In den folgenden Jahren modernisierten Franz Leitenberger und sein Teilhaber und Schwiegersohn, der Chemiker Ignaz von Orlando, die Produktion, erwarben neue Maschinen aus England und bauten im Ort eine der größten Textilmanufakturen des Landes auf, die bald auch international tätig wurde. Der Erfolg war vor allem der Kontinentalsperre zu verdanken, die bis 1814 englische Konkurrenz vom europäischen Festland fernhielt. So konnte das leitenbergische Unternehmen auch auf den ausländischen Märkten Fuß fassen.
Nach Franz Tod 1825 übernahmen die Söhne Friedrich, Franz und die Tochter Johanna das Erbe. Bis 1852 konzentrierte Friedrich Leitenberger (1837–1899) fast alle Produktionsstätten des Familienunternehmens in Josefův Důl und führte den Expansionskurs fort. Er ließ unter anderem die erste Vierfarbdruck-Maschine Österreichs installieren. 1860, unter Leitung von Friedrichs Sohn Friedrich Franz Josef Leitenberger, wurden mehr als 13 Mio. Meter Stoffe hergestellt, um 1880 waren es bereits 17 Mio. Wesentlich war hierbei auch die Turnau-Kralup-Prager Eisenbahn ab 1863, zu deren Konzessionären Friedrich Leitenberger gehörte.
1867 verkaufte Friedrich von Leitenberger das Werk in Kosmanos und errichtete eine neue Baumwollspinnerei und -weberei in Görsdorf bei Reichenberg. Am Ende des 19. Jahrhunderts beschäftigte das Werk über 2000 Arbeiter und war das größte seiner Art in Mitteleuropa.
1899 erbte Friedrich Leitenberger, ein begeisterter Automobilrennfahrer, in fünfter Generation das Unternehmen. Er starb 1904 mit 42 Jahren bei einem Autounfall. Da er keine männlichen Nachkommen hinterließ, wurde die Textilfabrik 1905 zur Aktiengesellschaft Cosmanos umgewandelt, als größter Aktionär stieg die Wiener Kreditbank ein.
Der Aufschwung setzte sich bis zum Ersten Weltkrieg fort, dann traten finanzielle Probleme auf und das Unternehmen geriet in eine Krise. Die Produktion wurde dennoch fortgesetzt, mit einer zweijährigen Unterbrechung während der Weltwirtschaftskrise. Im Zweiten Weltkrieg arbeitete die Fabrik für die deutsche Kriegswirtschaft. 1946 wurde sie verstaatlicht und ging in dem neuen Nationalbetrieb TIBA, n. p., Dvůr Králové nad Labem, auf. Nach 1989 gab es Bestrebungen, das Werk zu privatisieren, dies gelang jedoch nicht.  Der Betrieb wurde zum 31. August 1999 nach 236 Jahren eingestellt.

## Sehenswürdigkeiten
Im Ort befindet sich die Gruft der Familie Leitenberger. Das 1860 im Pseudo-Renaissance-Stil erbaute, inmitten einer Parkanlage gelegene Schloss war ehemals Familiensitz der Leitenberger und wurde später für Gemeindezwecke genutzt. Es ist baufällig und nicht frei zugänglich.

## Persönlichkeiten
- Karl August Neumann (1771–1866), Chemiker und Industrieller, Fabrikleiter im Ort